# بلا جورج لوگوسی
بلا جورج لوگوسی (زاده ۵ ژانویه ۱۹۳۸) یک وکیل آمریکایی و پسر بازیگر بلا لوگوسی است. اقدامات قانونی او علیه یونیورسال پیکچرز منجر به ایجاد قانون حقوق مشاهیر کالیفرنیا شد. او اغلب به عنوان بلا لوگوسی جونیور شناخته می‌شود.